# Ted Danson

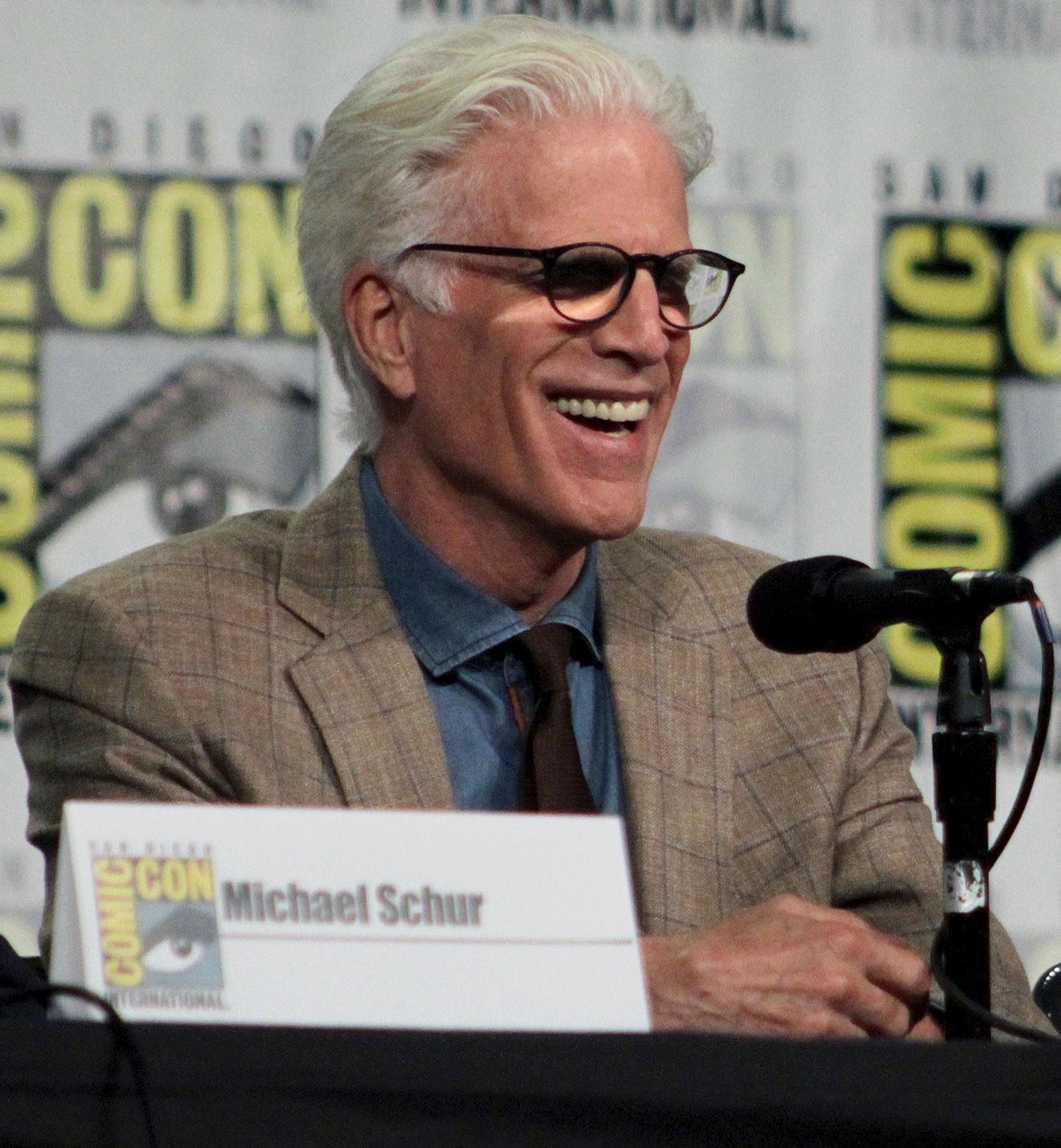
Ted Danson, 2018

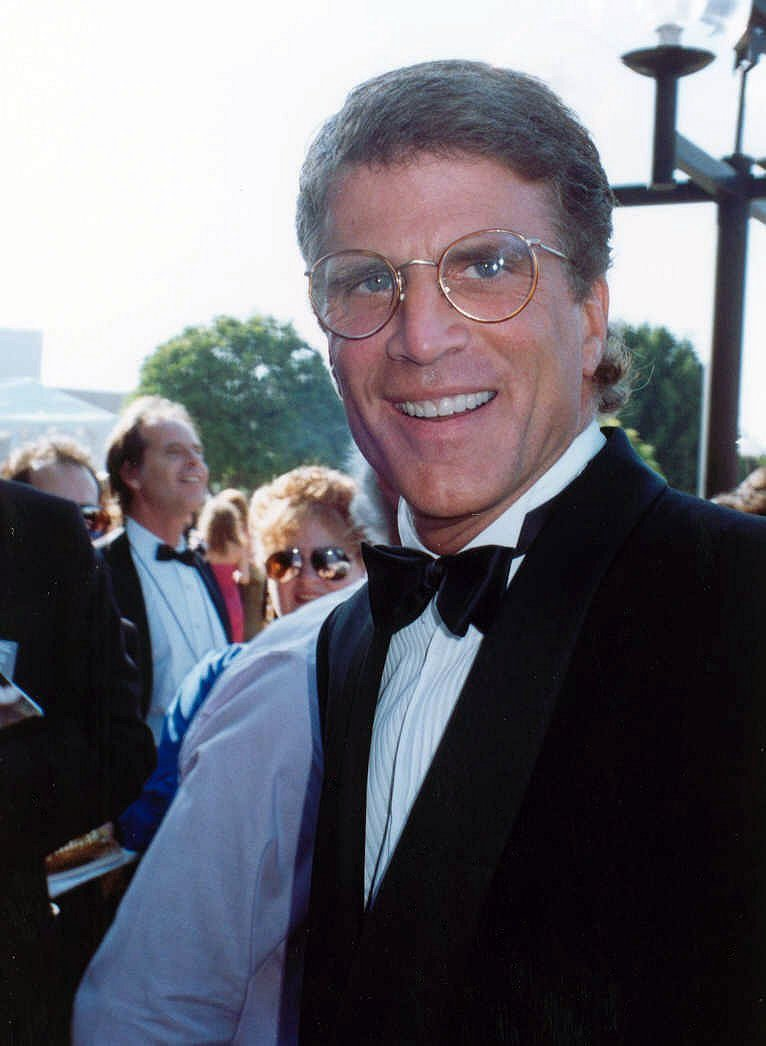
Ted Danson bei der Emmy-Verleihung 1990

Ted Danson (* 29. Dezember 1947 als Edward Bridge Danson III in San Diego, Kalifornien) ist ein US-amerikanischer Schauspieler. Danson wurde in den 1980er-Jahren durch die Hauptrolle des Wirtes Sam Malone in der Sitcom Cheers bekannt, seitdem folgten Hauptrollen in weiteren Fernsehserien und Filmen.

## Leben
Bekannt wurde Danson insbesondere durch seine Rolle als Sam Malone, Wirt der Kneipe Cheers in der gleichnamigen Serie (1982–1993). Für diese Rolle wurde er mit je zwei Emmys und  Golden Globes ausgezeichnet. Im Kino tritt Danson nur sporadisch auf. So spielte er neben Tom Selleck und Steve Guttenberg in Noch drei Männer, noch ein Baby, einer Neuverfilmung des französischen Films Drei Männer und ein Baby. In weiteren Filmen spielte er lediglich Nebenrollen. Die Ausnahme stellt Made in America dar, in der er den vermeintlichen Samenspender von Whoopi Goldbergs Tochter darstellte.
Danson ist jedoch weiterhin ein bedeutender Fernsehstar. So spielte er in verschiedenen Mini-Serien wie Gullivers Reisen oder Talking to Heaven die Hauptrollen. In der erfolgreichen Sitcom Becker spielte er von 1998 bis 2004 die Titelfigur, einen unhöflichen Arzt und Misanthropen. 2009 erhielt Danson für seinen Gastauftritt als Arthur Frobisher in der Episode They Had to Tweeze That Out of My Kidney der Serie Damages – Im Netz der Macht seine 13. Emmy-Nominierung. Von 2016 bis 2020 spielte er eine der Hauptrollen in The Good Place. Auch in der Sitcom Lass es, Larry! hatte er mehrere Gastauftritte.
In der TV-Serie CSI: Vegas spielte er seit der zwölften Staffel bis zum Serienende im September 2015 86 Folgen lang die Rolle des Supervisors D. B. Russel. Dieselbe Rolle verkörperte er von Oktober 2015 bis März 2016 im Ableger CSI: Cyber (2. Staffel) mit und ersetzte Peter MacNicol. Danson hatte außerdem in einer Folge von Family Guy einen Gastauftritt.
Ted Danson hat keinen festen deutschen Synchronsprecher. Er wird vor allem von Rüdiger Bahr (Cheers, Becker), aber auch von Peter Reinhardt (The Good Place, Fargo) und Bernd Rumpf (CSI: Cyber) gesprochen.
Für das Jahr 2025 wurde ihm der Carol Burnett Award der Hollywood Foreign Press Association (HFPA) zuerkannt.
Ted Danson ist seit 1995 mit der Schauspielerin Mary Steenburgen verheiratet. Beide spielten zusammen in  dem 1994 erschienenen Film Der Traum von Apollo XI.

## Filmografie
- 1970: Somerset (Fernsehserie)
- 1975–1977: The Doctors (Fernsehserie, 8 Episoden)
- 1979: The Amazing Spider-Man (Fernsehserie, 2 Episoden)
- 1979: Mord im Zwiebelfeld (The Onion Field)
- 1979: Mrs. Columbo (Fernsehserie, Episode 2x01)
- 1979: Trapper John, M.D. (Fernsehserie, Episode 1x04)
- 1979: Victor Charlie ruft Lima Sierra (The French Atlantic Affair, Miniserie, Episode 1x03)
- 1979: B.J. und der Bär (B. J. and the Bear, Fernsehserie, Episode 2x12)
- 1980: B.A.D. Cats (Fernsehserie, Episode 1x03)
- 1980: Laverne & Shirley (Laverne and Shirley, Fernsehserie, Episode 5x18)
- 1980: Eine amerikanische Familie (Family, Fernsehserie, Episode 5x08)
- 1980: The Women’s Room (Fernsehfilm)
- 1980: Agent wider Willen (Once Upon a Spy, Fernsehfilm)
- 1981: Benson (Fernsehserie, 2 Episoden)
- 1981: Magnum (Magnum, P.I., Fernsehserie, Episode 1x15 Die falsche Enkeltochter)
- 1981: Dear Teacher (Kurzfilm)
- 1981: Heißblütig – Kaltblütig (Body Heat)
- 1981: Our Family Business (Fernsehfilm)
- 1982: Taxi (Fernsehserie, Episode 4x18)
- 1982: Creepshow
- 1982: Detektei mit Hexerei (Tucker's Witch, Fernsehserie, 2 Episoden)
- 1982–1993: Cheers (Fernsehserie, 270 Episoden)
- 1983: Cowboy (Fernsehfilm)
- 1983: Allison Sydney Harrison (Fernsehfilm)
- 1984: Something About Amelia (Fernsehfilm)
- 1985: Staubige Dollars (Little Treasure)
- 1986: Verrat an der Liebe (Just Between Friends)
- 1986: Ärger, nichts als Ärger (A Fine Mess)
- 1986: Verschwörung des Bösen (When the Bough Breaks, Fernsehfilm)
- 1987: We Are the Children (Fernsehfilm)
- 1987: Noch drei Männer, noch ein Baby (Three Men and a Baby)
- 1988: She’s Having a Baby
- 1988: Mickey’s 60th Birthday (Fernsehfilm)
- 1989: Seitensprünge (Cousins)
- 1989: Dad
- 1990: The Earth Day Special
- 1990: Drei Männer und eine kleine Lady (Three Men and a Little Lady)
- 1993: Made in America
- 1994: Allein mit Dad & Co (Getting Even with Dad)
- 1994: Der Traum von Apollo XI (Pontiac Moon)
- 1994: Die Simpsons (The Simpsons, Fernsehserie, Episode 6x11 Angst vorm Fliegen, Stimme)
- 1995: Frasier (Fernsehserie, Episode 2x16 Nachricht von Sam)
- 1996: Gullivers Reisen (Gulliver’s Travels, Miniserie, 2 Episoden)
- 1996: Nessie – Das Geheimnis von Loch Ness (Loch Ness)
- 1996–1997: Zwei in der Tinte (Ink, Fernsehserie, 22 Episoden)
- 1997: Eine Hausfrau zum Knutschen (Pearl, Fernsehserie, Episode 1x18)
- 1998: Jerry & Tom – Killer unter sich (Jerry and Tom)
- 1998: Veronica (Veronica’s Closet, Fernsehserie, Episode 1x14)
- 1998: Homegrown
- 1998: Thanks of a Grateful Nation (Fernsehfilm)
- 1998: Der Soldat James Ryan (Saving Private Ryan)
- 1998–2004: Becker (Fernsehserie, 129 Episoden)
- 1999: Dr. Mumford (Mumford)
- 1999: Diagnose: Mord (Diagnosis: Murder, Fernsehserie, Episode 7x01)
- 2000: Starlets (Grosse Pointe, Fernsehserie, Episode 1x07, Stimme)
- 2000–2024: Lass es, Larry! (Curb Your Enthusiasm, Fernsehserie)
- 2002: Talking to Heaven (Living with the Dead, Fernsehfilm)
- 2002: Mrs. Pilgrim Goes to Hollywood
- 2003: Gary the Rat (Fernsehserie, Episode 1x05, Stimme)
- 2004: It Must Be Love (Fernsehfilm)
- 2004: Fronterz
- 2005: Dirty Movie (The Amateurs)
- 2005: Our Fathers (Fernsehfilm)
- 2005: Das Spiel des Lebens (Knights of the South Bronx, Fernsehfilm)
- 2006: Bye Bye Benjamin (Kurzfilm)
- 2006: Der Diamanten-Job (Heist, Fernsehserie, 2 Episoden)
- 2006: Guy Walks Into a Bar (Fernsehfilm)
- 2006–2007: Help Me Help You (Fernsehserie, 14 Episoden)
- 2007: Nobel Son
- 2007–2010: Damages – Im Netz der Macht (Damages, Fernsehserie, 22 Episoden)
- 2008: Mad Money
- 2008: King of the Hill (Fernsehserie, Episode 12x13, Stimme)
- 2008: The Human Contract
- 2009: The Open Road
- 2009: The Magic 7 (Fernsehfilm, Stimme)
- 2009–2011: Bored to Death (Fernsehserie, 24 Episoden)
- 2010: Tim and Eric Awesome Show, Great Job! (Fernsehserie, Episode 5x09)
- 2011: Beastie Boys: Fight for Your Right Revisited (Musikvideo)
- 2011: Beastie Boys: Make Some Noise (Musikvideo)
- 2011: Jock – Ein Held auf vier Pfoten (Jock the Hero Dog, Stimme)
- 2011–2015: CSI: Vegas (CSI: Crime Scene Investigation, Fernsehserie, 84 Episoden)
- 2012: Der Ruf der Wale (Big Miracle)
- 2012: Ted
- 2013: CSI: NY (Fernsehserie, Episode 9x15 Im Zeichen der Schlange)
- 2014: The One I Love
- 2014: Couples Therapy (Kurzfilm)
- 2015: Immortality (CSI: Immortality, Fernsehfilm)
- 2015: Fargo (Fernsehserie, 10 Episoden)
- 2015–2016: CSI: Cyber (Fernsehserie, 16 Episoden)
- 2015, 2018–2020: American Dad (Fernsehserie, 4 Episoden, Stimme)
- 2016–2020: The Good Place (Fernsehserie, 50 Episoden)
- 2017: The Wrights (Kurzfilm)
- 2018: Herzen schlagen laut (Hearts Beat Loud)
- 2019–2022: The Orville (Fernsehserie, 5 Episoden)
- 2021–2022: Mr. Mayor (Fernsehserie, 20 Episoden)
- seit 2024: Undercover im Seniorenheim (A Man on the Inside, Fernsehserie)